# Jeff Noon
Jeff Noon (* 1957 Droylsden Manchester) je britský spisovatel, scenárista, hudebník, malíř a dramatik.
Narodil se v Manchesteru, do něhož zasadil děj většiny jeho románů. Je znám především pro svoji několikadílnou sérii Vurt. Mezi jeho hlavní inspirace patří Lewis Carroll, Jorge Luis Borges a hudba.

## Romány
- Vurt (1993), vydáno 2004[1]
- Pyl (1995), vydáno 2007[2]
- Automated Alice (1996)
- Nymphomation (1997)
- Needle in the Groove (2000)
- Falling Out of Cars (2002)
- Channel SK1N (2012)

### Vurt(1993)
Ve světě nedaleké budoucnosti se naše povídky, mytologie a sny stávají reálnými. Tomuto světu se říká Vurt.
Román v roce 1994 získal cenu Arthur C. Clarke Award.

### Pyl(1996)
V prapodivném remixu Manchesteru budoucnosti se snáší z nebe mračno pylu nevídaného druhu. Každé drobounké zrníčko přináší lidem zkázu. 
Volné pokračování Vurtu. Noon se ve vytváření Pylu inspiroval antickou mytologií, konkrétně mýtem o Persefoně a Hádovi. V knize se často objevují zmínky o britské hudbě ze 60. let. Mezi zmiňovanými autory jsou například Beatles, The Doors a Elvis Presley.